# David Varela Gallego
David Varela Gallego (Madrid, 11 de septiembre de 1973) es un entrenador español de baloncesto que actualmente dirige al Albacete Basket de la LEB Oro.

## Trayectoria

### Como jugador
Durante su carrera como jugador de baloncesto, David comenzaría en la temporada 2000-21 en el Club Xuventude Baloncesto de Cambados en Liga EBA, categoría en la disputaría hasta 11 temporadas. Más tarde, jugaría en el CB Azuqueca, C.D.B. Polígono, A.D.B. Hellín y Real Canoe donde se retiró en 2009.	

### Como entrenador
David comenzó su carrera en los banquillos como entrenador ayudante del Club Baloncesto Guadalajara de la Liga LEB Plata, en el que trabajó durante las temporadas 2009-10 y 2010-11. El club alcarreño desaparecería al término de la segunda temporada de la temporada 2010-11.
En la temporada 2011-12, se convierte en director deportivo del Basket Globalcaja Quintanar de la Liga EBA. En la jornada quinta de liga, se hace cargo como primer entrenador tras la dimisión Paco Vayá. David dirigiría al Basket Globalcaja Quintanar durante tres temporadas.
En la temporada 2014-15, se compromete con el Seguros Solís Alcázar Basket de la Liga EBA. Al término de la primera temporada en el conjunto manchego lograría el ascenso a la Liga LEB Plata, dirigiéndolo también en las siguientes dos temporadas.
El 20 de julio de 2017, firma por el Club Baloncesto Lucentum Alicante de la Liga LEB Plata, al que dirige durante la temporada 2017-18.
En la temporada 2018-19, regresa al Basket Globalcaja Quintanar de la Liga EBA.
En la temporada 2019-20 firmó por Albacete Basket de la LEB Plata, al que dirigió durante varias temporadas hasta ascenderlo a la LEB Oro en 2022.

## Clubs

### Como entrenador
- 2009-10. Club Baloncesto Guadalajara. Liga LEB Plata. Entrenador Ayudante
- 2011-14. Basket Globalcaja Quintanar. Liga EBA
- 2014-17. Seguros Solís Alcázar Basket. Liga EBA/Liga LEB Plata
- 2017-18. Club Baloncesto Lucentum Alicante. Liga LEB Plata
- 2018-19. Basket Globalcaja Quintanar. Liga EBA
- 2019-Actualidad. Albacete Basket. Liga LEB Oro.